# Bečvářův dvůr
Bečvářův statek či Bečvářův dvůr je trojkřídlá usedlost postavená společně s již neexistující Bečvářovou vilou v klasicistním slohu. Bečvářův dvůr stojící na adrese Starostrašnická 16/25 v Praze 10-Strašnicích je jedinou dochovanou hospodářskou usedlostí starých Strašnic. Od roku 1964 je chráněn jako kulturní památka.

## Historie

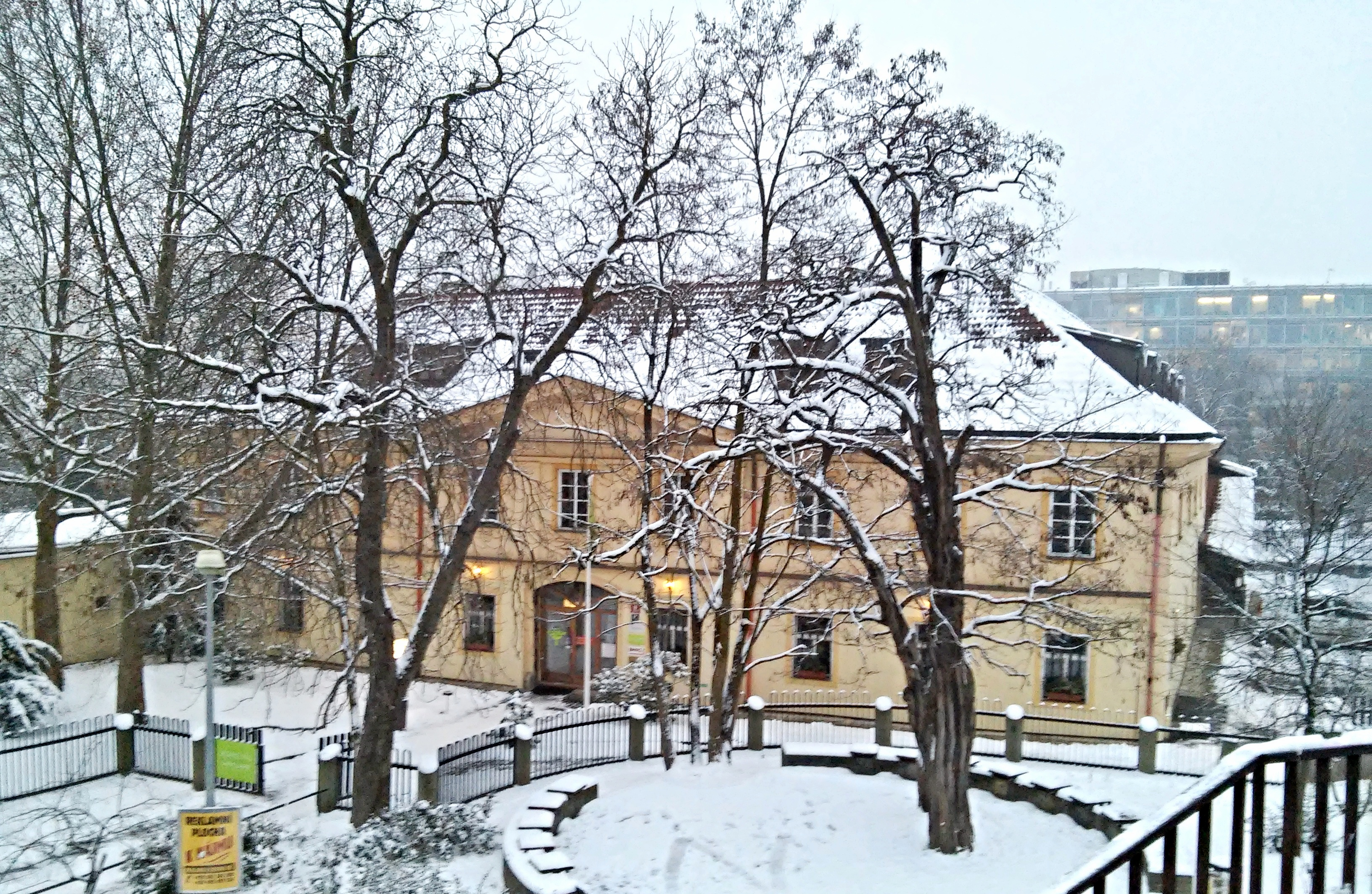
Bečvářův dvůr v zimě, leden 2016

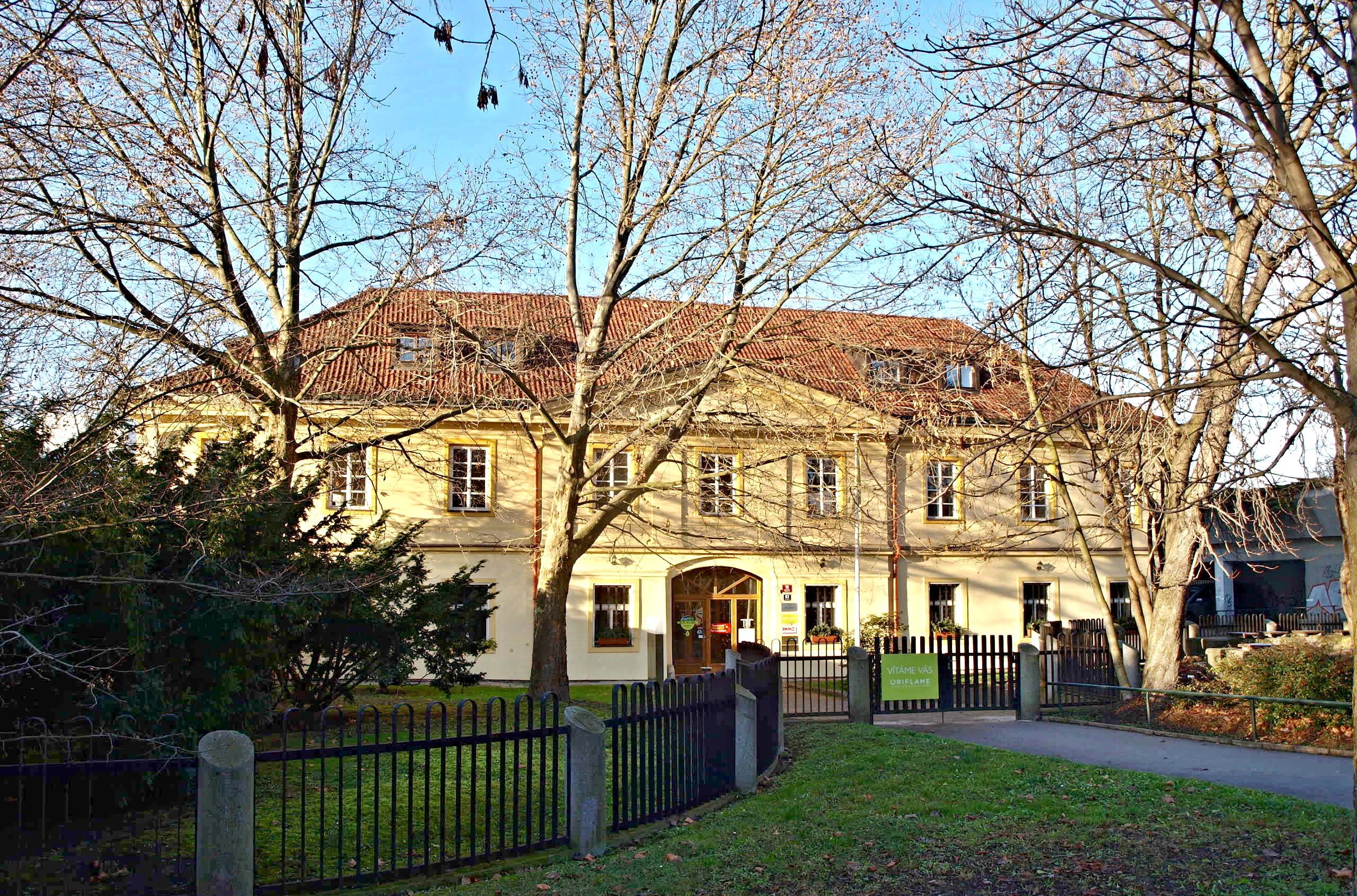
Bečvářův dvůr na podzim

### Velkostatek
Usedlost s původním čp. 16 vznikla na místě někdejšího středověkého poplužního dvora s tvrzí. Statek nechal kolem roku 1830 v klasicistním slohu vystavět tehdejší majitel Josef Popelář, nemovitost však nese jméno po Tomáši Bečvářovi, majiteli statku od roku 1862, největšímu hospodáři ve Strašnicích, jemuž patřila polovina zdejších polností. Bečvářovi patřily polnosti na území dnešních Strašnic, Žižkova, Malešic i Vršovic.
Majetek zdědil jeho syn Julius. Ten v roce 1926 rozhodl, že majetek rozdělí mezi své tři potomky. Dvůr a dům na Starém Městě měla jako věno dostat jeho dcera Anna. Takto to bylo uvedeno i v závěti Julia Bečváře z roku 1945.
Po roce 1948 byl veškerý majetek rodiny Bečvářů vyvlastněn, hospodářské budovy přešly do správy Státnímu statku Praha a ve dvoře byly zřízeny byty. Na pozemcích statku bylo vystavěno například sídliště Solidarita.
Dcera Anna zemřela v roce 1987 a svůj majetek odkázala přátelům svého zesnulého manžela z klubu zahrádkářů, místnímu učiteli Františku Činčerovi a stavbyvedoucímu Štěpánu Formanovi. Tito následně dvůr v 90. letech právoplatně zrestituovali.

## Popis
Budova statku je patrová se zaklenutými místnostmi v přízemní. Vstupní pozdně klasicistní průčelí na východní straně budovy zdobí nízký středový rizalit vrcholící trojúhelníkovým štítem.
Původně se budova dvora nacházela pod hrází rybníka. Ten byl zasypán a na jeho místě se dnes nachází Areál volného času Gutovka.